# Сухлово (Печорський район)
Сухлово (рос. Сухлово) — присілок в Печорському районі Псковської області Російської Федерації.
Населення становить 39 осіб. Входить до складу муніципального утворення Крупська волость.

## Історія
Від 2015 року входить до складу муніципального утворення Крупська волость.

## Населення
| 2001 | 2002 | 2010 |
| ---- | ---- | ---- |
| 50   | ↗55  | ↘39  |